# Rassemblement national démocratique (Sénégal)
Pour les articles homonymes, voir Rassemblement national (page d'homonymie).
Cet article concerne le Sénégal. Pour l'Algérie, voir Rassemblement national démocratique (Algérie).
Le Rassemblement National Démocratique (RND) est un parti politique sénégalais, dont l'actuel leader est Bouna Alboury Ndiaye, Professeur d'Histoire-Géographie, élu Secrétaire Général du Parti le 24 Septembre 2023 en remplacement du Professeur Madior Diouf.

## Histoire
Le Rassemblement National Démocratique (RND) du Sénégal est créé le 03 février 1976 par Cheikh  Anta Diop accompagné d'un groupe de patriotes sénégalais composé de Maître Babacar Niang, Docteur Moustapha Diallo, Abdoulaye Elimane Kane, Amadou Ndiaye Ongué, Mamadou Tafsir Mbengue et Massamba Bassel.
Mais dès sa naissance le RND fera face au refus du Président Léopold Sédar Senghor de la délivrance du récépissé de reconnaissance du parti en violation flagrante de la loi constitutionnelle d'alors qui autorisait la création et l'existence de partis politiques. En réaction à ce qu'il considère comme une forfaiture du régime de Senghor, forfaiture qui atteindra son paroxysme avec l'adoption, par l'assemblée nationale, d'une loi autoritaire et anti-démocratique de limitation du pluralisme des partis à trois puis à quatre courants de pensée ( Socialiste, Libéral, Marxiste et Conservateur ) ; ce qui empêchera au RND , parti qui ne se reconnaît et ne se réclame d'aucun de ces courants, d'être reconnu.
Le RND intente, alors, une action en recours pour excès de pouvoir pour attaquer, devant les  Cours et Tribunaux, la décision illégale de refus de reconnaissance du RND par le gouvernement .
Après plusieurs procès, devant la Cour Suprême, qui ont fini par aboutir au rejet de sa requête,  pour des motifs aussi fallacieux les uns que les autres, le RND décide de passer outre au refus de sa reconnaissance qui constitue à ses yeux une stratégie de barricadement et une volonté manifeste du régime de Senghor d'empêcher toute velléité d'opposition véritable à l'orientation néocoloniale du Gouvernement . Devant ce confinement dans une illégalité non voulue, le RND se déploie sur le terrain et mène des activités au grand jour, au vu et au su des autorités étatiques durant six années de lutte multiforme pour sa reconnaissance. 
Pour exprimer ses idées et propositions et pour mener une bataille d'opinion sans merci contre Senghor et son régime autoritaire, le RND édite et publie un organe d'informations sous le titre de "SIGGI"(Se redresser) qui deviendra "TAXAW" ( se tenir debout).
C'est finalement après le départ de Senghor le 31 Décembre 1980 et l' arrivée, le 1er Janvier 1982, de Abdou Diouf, à la tête de la Magistrature Suprême, qui restaure le multipartisme intégral, que le RND se verra, enfin, délivré son récépissé de reconnaissance précisément le 18 Juin 1981.
Il participe aux élections législatives de 1998 et obtient un siège à l'Assemblée nationale.
Lors des élections législatives de 2001, il remporte 13 286 voix, soit 0,7 %, et obtient un siège sur les 120 que compte alors l'Assemblée nationale.
Le professeur Madior Diouf, qui est le secrétaire général du RND depuis 15 ans, annonce son retrait après les élections législatives de juin 2007.
Le RND est l'un des partis ayant choisi le boycott lors des élections législatives de 2007.

## Orientation
Le parti se réclame du nationalisme africain ou panafricanisme.
Il vise à « rassembler les patriotes et démocrates sénégalais et africains autour d’un projet de libération politique, économique et culturel du pays et du continent ».

## Symboles
La couleur or et l’aigle royal en position d’envol sont ses symboles.

## Organisation
Son siège est à Dakar.